# Grad de Graaff
Gerardus (Grad) Johannes Hendrik de Graaff (geboren 16 maart 1935) is een Nederlands kunsthistoricus en schrijver en voormalig zee-officier.

## Biografie
Na een officiersopleiding op het KIM bij de Koninklijke Marine werkte hij 30 jaar als officier. In 1980 was hij commandant van het oceanografisch onderzoeksschip Hr.Ms. Tydeman (A906). Als hydrograaf deed hij onderzoek voor het maken van zeekaarten.
Conform toen gebruikelijk kreeg hij op 52-jarige leeftijd eervol ontslag als Kapitein ter Zee.
De Graaff studeerde vervolgens kunstgeschiedenis in Leiden waarbij zeegezichten zijn specialiteit werden.